# Stade du Ray
Das Stade Municipal du Ray (kurz: Stade du Ray, offizieller Name: Stade Léo-Lagrange) war ein Fußballstadion im Norden der französischen Hafenstadt Nizza, Region Provence-Alpes-Côte d’Azur. Der Fußballverein OGC Nizza trug darin bis zum Umzug in das Stade de Nice im September 2013 seine Heimspiele aus. 2017 erfolgte der Abriss des Stadions.
Das Stade du Ray befand sich im Besitz der Stadt und war gekennzeichnet durch seine Lage inmitten des nördlichen Stadtzentrums. Die Spielstätte wurde 1927 eröffnet. Benannt war es offiziell nach Léo Lagrange, aber mit der Zeit setzte sich die Bezeichnung Stade du Ray durch. Es bot zuletzt noch 17.415 Plätze, was eine der geringsten in der Ligue 1 war. Der Zuschauerrekord lag jedoch bei 25.532, aufgestellt 1974 im Spiel OGC Nizza gegen Fenerbahçe Istanbul. Während der Fußball-Weltmeisterschaft 1998 trainierte die deutsche Fußballnationalmannschaft im Stade du Ray.

## Länderspiele
Es fanden zwei Freundschaftsspiele im Stadion von Nizza statt.
- 5. September 1970:  Frankreich –  Tschechoslowakei 3:0
- 20. August 2002:  Italien –  Österreich 2:2